# Adelogyrinus simorhynchus
Adelogyrinus simorhynchus — викопний вид примітивних амфібій родини Adelogyrinidae. Вид існував у кам'яновугільному періоді. Скам'янілі рештки виду знайдені на території Шотландії.